# اینس ارکان
اینس ارکان (به انگلیسی: Enes Erkan؛ متولد ۱۰ مه ۱۹۸۷ در آداپازاری، ترکیه) کاراته‌کای ترک و قهرمان جهان و اروپا است که در کومیته ۸۴+ کیلوگرم رقابت می‌کند. وی از .Büyükşehir Belediyesi S.K استانبول به Büyükşehir Belediyesi SK استان سقاریه منتقل شد وی در رشته تربیت بدنی و ورزش در دانشگاه سقاریه تحصیل کرد.